# 普吕西
普吕西（法語：Prusy，法語發音：[pʁyzi]）是法国奥布省的一个市镇，属于特鲁瓦区。

## 地理
普吕西（47°58'18"N, 4°2'41"E）面积3.95 平方千米，位于法国大東部大區奥布省，该省份为法国中北部省份，北起马恩省，西接塞纳-马恩省，西南至约讷省，东南至科多尔省，东临上马恩省。
与普吕西接壤的市镇（或旧市镇、城区）包括：谢莱、库斯格雷、瓦利耶尔、旺莱。

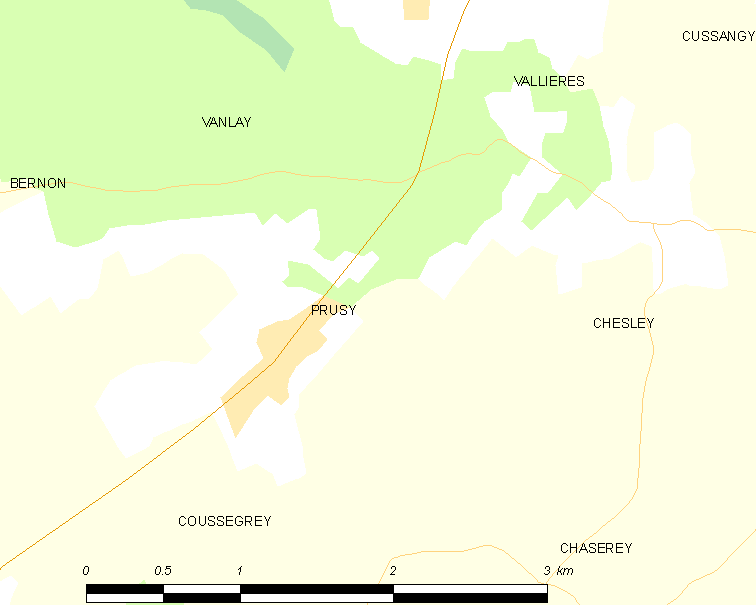
普吕西的OSM定位图

普吕西的时区为UTC+01:00、UTC+02:00（夏令时）。

## 行政
普吕西的邮政编码为10210，INSEE市镇编码为10309。

## 政治
普吕西所属的省级选区为莱里塞县。

## 人口

1962-2008年间普吕西人口变化图示

普吕西于2022年1月1日时的人口数量为88人。